# Saint-Maudan
Saint-Maudan [sɛ̃modɑ̃] est une commune française située dans le département des Côtes-d'Armor en région Bretagne.

## Géographie
| Saint-Gonnery Morbihan | Loudéac      | Saint-Barnabé  |
|                        | Saint-Maudan |                |
| Gueltas Morbihan       |              | Rohan Morbihan |

### Hydrographie
Pour un article plus général, voir Réseau hydrographique des Côtes-d'Armor.
La commune est située dans le bassin Loire-Bretagne. Elle est drainée par l'Oust, le Larhon et un autre petit cours d'eau,.
Le Larhon, d'une longueur de 19 km, prend sa source dans la commune de La Motte et se jette  dans le canal de Nantes à Brest à Rohan, après avoir traversé cinq communes. 

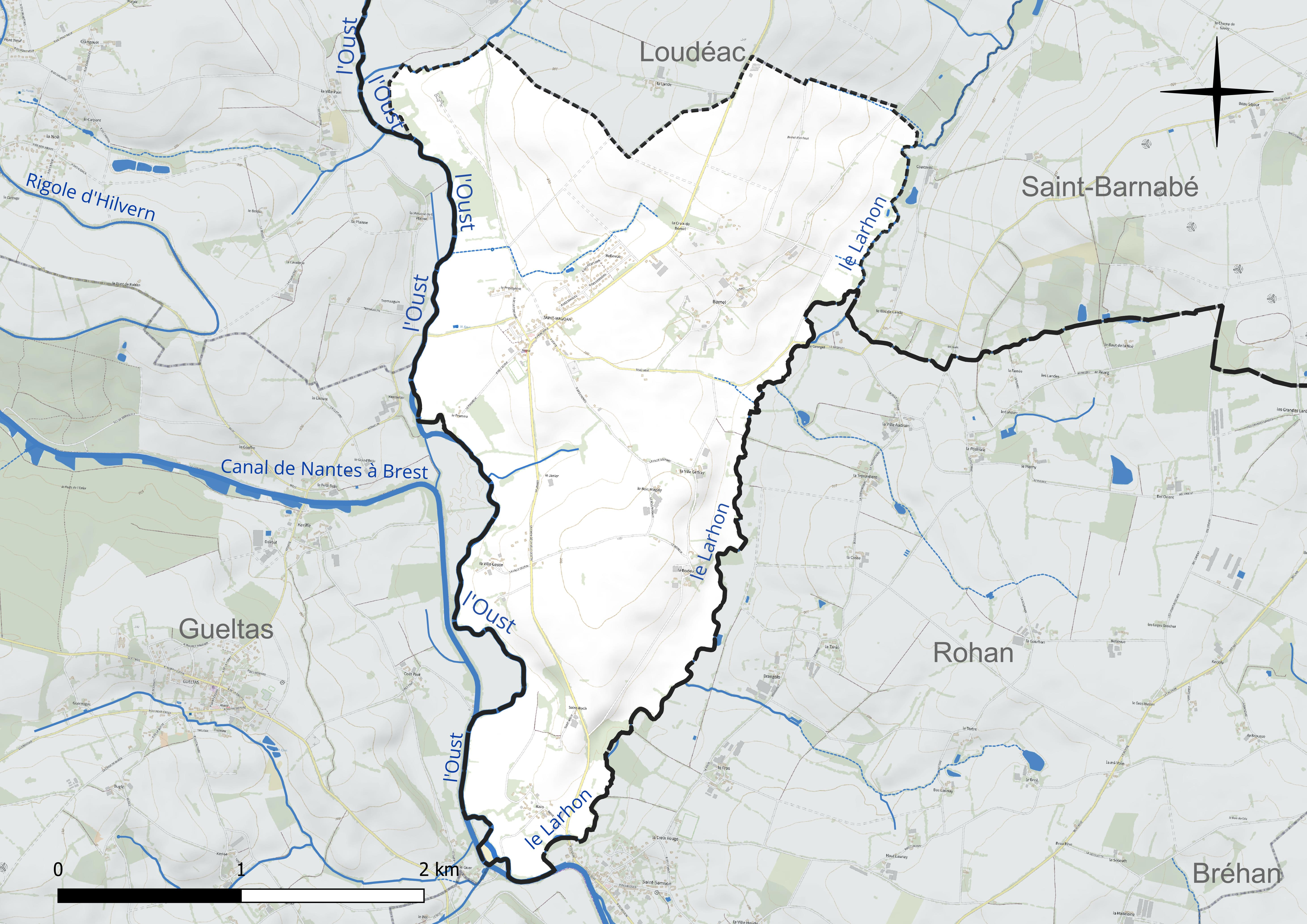
Réseau hydrographique de Saint-Maudan.

### Climat
Pour des articles plus généraux, voir Climat de la Bretagne et Climat des Côtes-d'Armor.
En 2010, le climat de la commune est de type climat océanique franc, selon une étude du CNRS s'appuyant sur une série de données couvrant la période 1971-2000. En 2020, Météo-France publie une typologie des climats de la France métropolitaine dans laquelle la commune est exposée à un climat océanique et est dans la région climatique  Finistère nord, caractérisée par une pluviométrie élevée, des températures douces en hiver (6 °C), fraîches en été et des vents forts. Parallèlement l'observatoire de l'environnement en Bretagne publie en 2020 un zonage climatique de la région Bretagne, s'appuyant sur des données de Météo-France de 2009. La commune est, selon ce zonage, dans la zone « Intérieur », exposée à un climat médian, à dominante océanique.  
Pour la période 1971-2000, la température annuelle moyenne est de 11,2 °C, avec une amplitude thermique annuelle de 12,1 °C. Le cumul annuel moyen de précipitations est de 886 mm, avec 13,7 jours de précipitations en janvier et 6,7 jours en juillet. Pour la période 1991-2020, la température moyenne annuelle observée sur la station météorologique la plus proche, située sur la commune de Loudéac à 7 km à vol d'oiseau, est de 11,5 °C et le cumul annuel moyen de précipitations est de 922,6 mm,. Pour l'avenir, les paramètres climatiques de la commune estimés pour 2050 selon différents scénarios d'émission de gaz à effet de serre sont consultables sur un site dédié publié par Météo-France en novembre 2022.

## Urbanisme

### Typologie
Au 1er janvier 2024, Saint-Maudan est catégorisée commune rurale à habitat dispersé, selon la nouvelle grille communale de densité à 7 niveaux définie par l'Insee en 2022.
Elle est située hors unité urbaine. Par ailleurs la commune fait partie de l'aire d'attraction de Loudéac, dont elle est une commune de la couronne,. Cette aire, qui regroupe 22 communes, est catégorisée dans les aires de moins de 50 000 habitants,.

### Occupation des sols
L'occupation des sols de la commune, telle qu'elle ressort de la base de données européenne d’occupation biophysique des sols Corine Land Cover (CLC), est marquée par l'importance des territoires agricoles (99,1 % en 2018), une proportion identique à celle de 1990 (99,1 %). La répartition détaillée en 2018 est la suivante : 
terres arables (60,6 %), prairies (33,2 %), zones agricoles hétérogènes (5,3 %), zones urbanisées (0,9 %). L'évolution de l’occupation des sols de la commune et de ses infrastructures peut être observée sur les différentes représentations cartographiques du territoire : la carte de Cassini (XVIIIe siècle), la carte d'état-major (1820-1866) et les cartes ou photos aériennes de l'IGN pour la période actuelle (1950 à aujourd'hui).

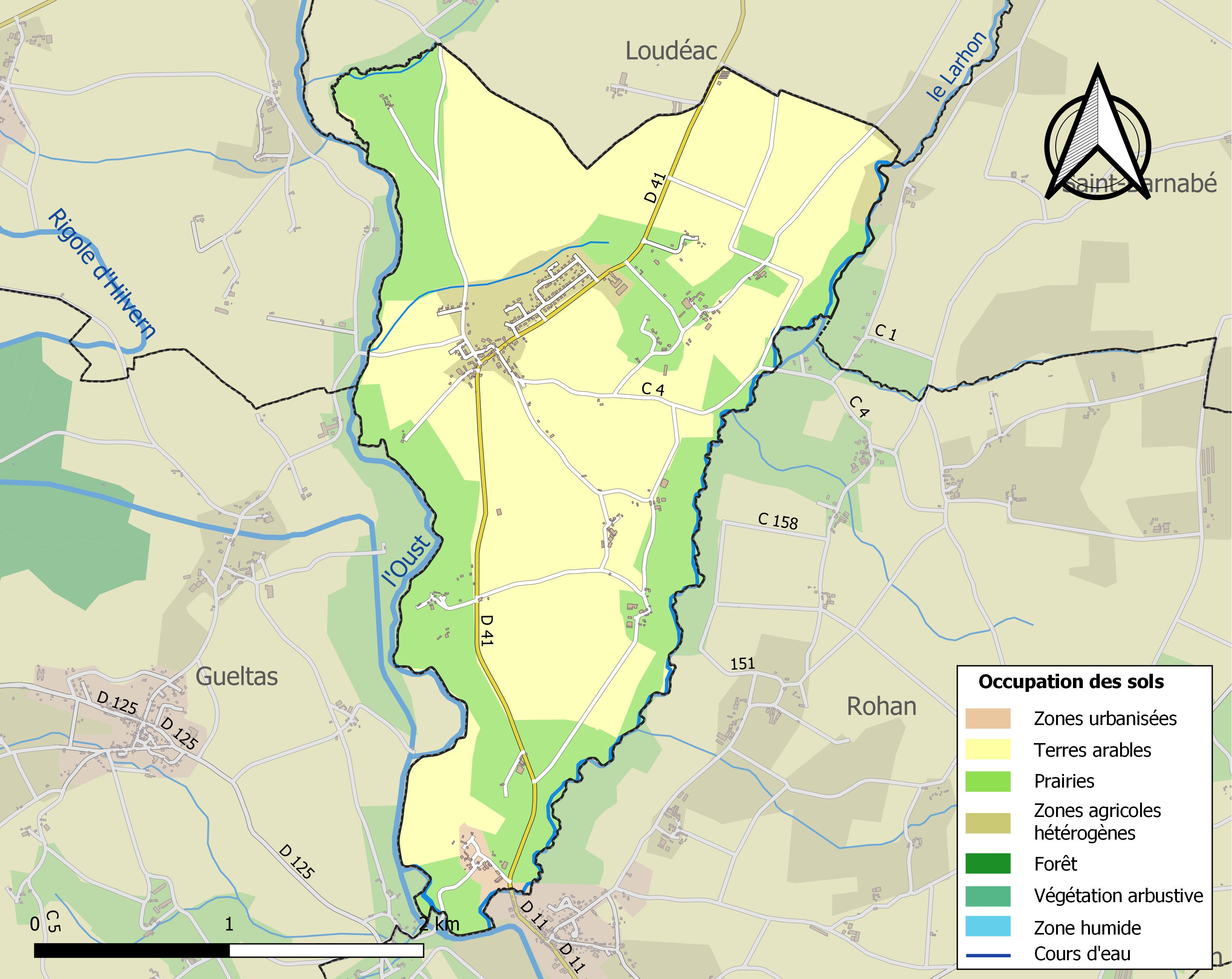
Carte des infrastructures et de l'occupation des sols de la commune en 2018 (CLC).

## Toponymie
Le nom de la localité est attesté sous les formes Saint Maudan en 1469, Sainct-Meaudan en 1480 et en 1569, Saint-Meauden en 1669, Saint-Meaudan en 1674, Saint-Maudan en 1680.
Saint-Maudan doit son nom à un ancien abbé écossais qui aurait vécu au VIIe siècle.

## Histoire

### Temps modernes

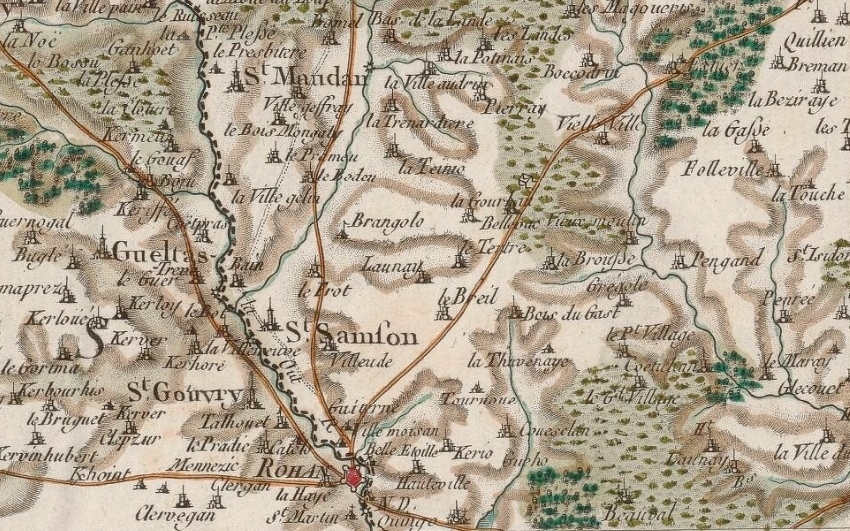
Carte de Cassini de Rohan et des paroisses avoisinantes, dont Saint-Maudan (1787).

### LeXXesiècle

#### Les guerres duXXesiècle
Le monument aux morts porte les noms des 22 soldats morts pour la Patrie :
- 20 sont morts durant la Première Guerre mondiale ;
- 2 sont morts durant la Seconde Guerre mondiale.

Membre du maquis Tito et arrêté par des gendarmes français le 1er mars 1944 à Saint-Caradec, Marcel Divenah rentra vivant de déportation.

## Héraldique
| Blason de Saint-Maudan | Blason  | D'argent au sautoir de gueules.                  |
| Blason de Saint-Maudan | Détails | Le statut officiel du blason reste à déterminer. |

## Politique et administration
| Période                                  | Période  | Identité          | Étiquette | Qualité              |
| ---------------------------------------- | -------- | ----------------- | --------- | -------------------- |
| mars 1983                                | mai 2020 | Jean-Yves Harnois | DVD       | Agriculteur retraité |
| mai 2020                                 | En cours | Maryline Jaouen   |           | Comptable            |
| Les données manquantes sont à compléter. |          |                   |           |                      |

## Démographie
L'évolution du nombre d'habitants est connue à travers les recensements de la population effectués dans la commune depuis 1793. Pour les communes de moins de 10 000 habitants, une enquête de recensement portant sur toute la population est réalisée tous les cinq ans, les populations de référence des années intermédiaires étant quant à elles estimées par interpolation ou extrapolation. Pour la commune, le premier recensement exhaustif entrant dans le cadre du nouveau dispositif a été réalisé en 2004.

En 2022, la commune comptait 399 habitants, en stagnation par rapport à 2016 (Côtes-d'Armor : +1,78 %, France hors Mayotte : +2,11 %).
| 1793 | 1800 | 1806 | 1821 | 1831 | 1836 | 1841 | 1846 | 1851 |
| ---- | ---- | ---- | ---- | ---- | ---- | ---- | ---- | ---- |
| 350  | 362  | 346  | 352  | 403  | 435  | 382  | 391  | 366  |

| 1856 | 1861 | 1866 | 1872 | 1876 | 1881 | 1886 | 1891 | 1896 |
| ---- | ---- | ---- | ---- | ---- | ---- | ---- | ---- | ---- |
| 365  | 404  | 394  | 358  | 376  | 382  | 394  | 425  | 391  |

| 1901 | 1906 | 1911 | 1921 | 1926 | 1931 | 1936 | 1946 | 1954 |
| ---- | ---- | ---- | ---- | ---- | ---- | ---- | ---- | ---- |
| 394  | 386  | 389  | 355  | 391  | 331  | 325  | 363  | 297  |

| 1962 | 1968 | 1975 | 1982 | 1990 | 1999 | 2004 | 2006 | 2009 |
| ---- | ---- | ---- | ---- | ---- | ---- | ---- | ---- | ---- |
| 289  | 274  | 275  | 324  | 404  | 411  | 418  | 422  | 377  |

| 2014 | 2019 | 2022 | - | - | - | - | - | - |
| ---- | ---- | ---- | - | - | - | - | - | - |
| 405  | 403  | 399  | - | - | - | - | - | - |

## Culture locale et patrimoine

### Lieux et monuments

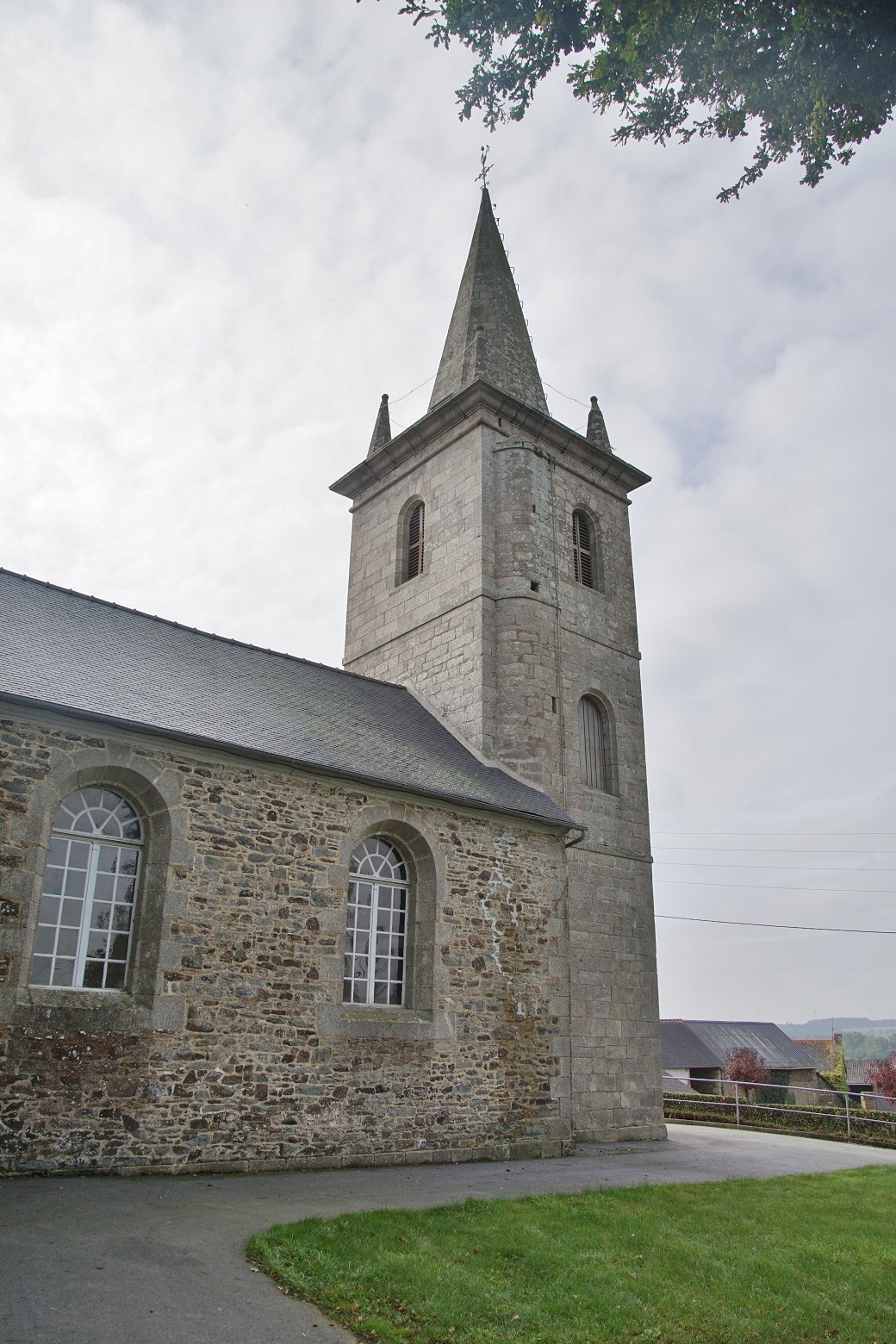
Clocher de l'église de Saint-Maudan.

- Église paroissiale Saint-Maudan.